# Волков, Александр Николаевич (футболист, 1961)
Алекса́ндр Никола́евич Во́лков (укр. Олександр Миколайович Волков; род. 10 февраля 1961, Жданов, Сталинская область, Украинская ССР, СССР) — советский и украинский футболист и тренер.

## Карьера

### Игровая
Воспитанник мариупольского футбола. В местном «Новаторе» заиграл при тренере Александре Малакуцком. Всего за клуб провёл более 200 матчей. В 1985—1986 годах защищал цвета «Амура» из города Комсомольск-на-Амуре. С 1990 года играл в запорожском «Торпедо». В Высшей лиге Украины дебютировал 7 марта 1992 года в матче против «Таврии» (0:2). В сезоне 1996/97 выступал за кировоградскую «Звезду-НИБАС». Завершил карьеру в 1999 году в никопольском «Металлурге».

### Тренерская
С 2006 года работал на разных должностях в «Ильичёвце». Тренировал «Ильичёвец-2» и «молодёжку», ассистировал в первой команде и в юношеской. В 2010 году, после отставки Ильи Близнюка, в качестве исполняющего обязанности главного тренера возглавлял «ильичей» в Премьер-лиге. После окончания сезона уступил место во главе команды Валерию Яремченко. В июле 2014 года был назначен старшим тренером команды «Ильичевец U-19».

## Достижения
- Победитель 1-й зоны Второй низшей лиги: 1990